# Niedzwedzkia
Niedzwedzkia é um género botânico pertencente à família Bignoniaceae.

## Espécie
Niedzwedzkia semiretschenskia

## Nome e referências
Niedzwedzkia B.Fedtsch.